# Mantlach bei Velburg
Mantlach bei Velburg (amtlich: Mantlach b.Velburg), bis 1926 Mantlach, ist ein Ortsteil der Stadt Velburg im Landkreis Neumarkt in der Oberpfalz in Bayern. Er war der Hauptort der früheren gleichnamigen Gemeinde.

## Geographische Lage
Das Dorf liegt im Oberpfälzer Jura der Südlichen Frankenalb auf ca. 528 m über NHN 2 km westlich des Tales der Schwarzen Laber und 1 km nördlich des Lupenbaches.

## Verkehr
Das Dorf ist zu erreichen über eine Verbindungsstraße von der Staatsstraße 2220 her und über eine Gemeindeverbindungsstraße von Finsterweiling her.

## Ortsnamendeutung
Der Ortsname wird im Zusammenhang mit dem althochdeutschen Wort „mantala“ für „Föhre“ gesehen, bedeutet also Ansiedelung am Föhrengehölz.

## Geschichte
Bei Mantlach wurden bronzezeitliche Grabhügel festgestellt.
Mantlach gehört zu den frühen Ausbausiedlungen auf fränkischem Königsland. Vermutlich ist mit dem 1004 erwähnten Ort „Mantalahi“ das heutige Mantlach bei Velburg gemeint, den das  Kloster Alte Kapelle zu Regensburg durch König Heinrich II. erhielt. Um 1231/37 besaß das Amt Velburg zwei Lehen in Mantlach, um 1285 auch die Vogtei. Um 1300 besaß das Katharinenspital des Stiftes St. Johann zu Regensburg ein Gut in Mantlach. Gegen Ende des Alten Reiches, um 1800, bestand Mantlach im Amt Velburg aus 12 Anwesen, nämlich 3 Ganzhöfen, 1 Halbhof, 7 Viertelhöfen, 1 „Gütl“ sowie dem gemeindlichen Hirtenhaus.
Im neuen Königreich Bayern (1806) wurden zunächst Steuerdistrikte aus jeweils mehreren Orten gebildet. Mantlach gehörte mit dem Kirchdorf Rammersberg und dem Weiler Vogelbrunn zum Steuerdistrikt Mantlach im Landgericht Parsberg (dem späteren Landkreis Parsberg). Mit dem zweiten Gemeindeedikt von 1818 wurde dieser Steuerdistrikt zur Ruralgemeinde. Hierbei blieb es bis zur Gebietsreform in Bayern, als die Gemeinde am 1. Januar 1972 in die Stadt Velburg eingemeindet wurde. Seitdem ist Mantlach b. Velburg, wie die offizielle Ortsbezeichnung lautet, ein amtlich benannter Ortsteil von Velburg.
Die Kinder gingen spätestens seit dem 19. Jahrhundert 3 km weit in das Pfarrdorf Oberweiling zur Schule, wo der Lehrer um 1835 zugleich Mesner und Organist, später Chorregent und Organist war. 1908 wurde dort ein neues Schulhaus errichtet und das alte verkauft. Um 1938 unterrichteten zwei „weltliche Lehrer“. 1969 wurde Mantlach in den Volksschulsprengel Velburg eingegliedert.

### Einwohner- und Gebäudezahl des Ortes Mantlach b. Velburg
- 1836: 69 Einwohner, 13 Häuser,[13]
- 1861: 71 Einwohner, 25 Gebäude, 1 Kirche,[14]
- 1871: 65 Einwohner, 34 Gebäude, im Jahr 1873 mit einem Großviehbestand von 4 Pferden und 80 Stück Rindvieh,[15]
- 1900: 88 Einwohner, 12 Wohngebäude,[16]
- 1925: 83 Einwohner, 13 Wohngebäude,[17]
- 1938: 88 Einwohner (Katholiken),[18]
- 1950: 88 Einwohner, 13 Wohngebäude,[19]
- 1961: 61 Einwohner, 12 Wohngebäude,[20]
- 1987: 67 Einwohner, 12 Wohnhäuser, 12 Wohnungen.[21]

Heute sind für 16 Anwesen Hausnummern vergeben.

### Einwohner- und Gebäudezahl der Gemeinde Mantlach
- 1840: 213 Einwohner,[22]
- 1861: 203 Einwohner, 74 Gebäude,[14]
- 1871: 210 Einwohner, 38 Wohngebäude, 87 Gebäude,[15]
- 1900: 231 Einwohner, 36 Wohngebäude,[16]
- 1925: 219 Einwohner, 35 Wohngebäude,[17]
- 1950: 234 Einwohner, 38 Wohngebäude.[19]
- 1961: 195 Einwohner, 39 Wohngebäude.[20]

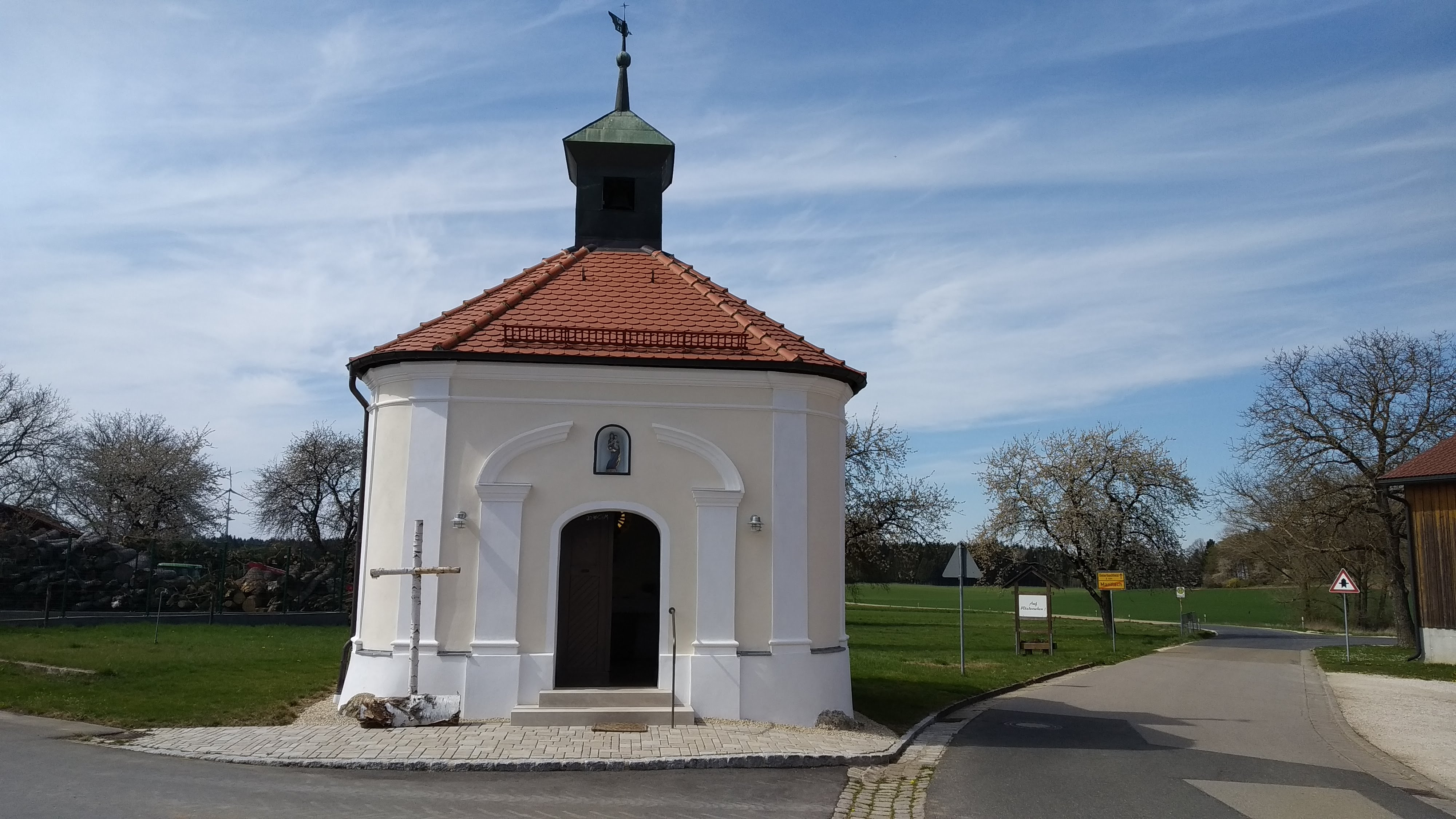
Die Kapelle Mantlachs

### Kirchliche Verhältnisse
Mantlach gehört zur katholischen Pfarrei Oberweiling im Pfarrverband Velburg des Bistums Eichstätt. Diese war unter Pfalz-Neuburg 1548 bis 1620 reformatorisch; den jeweiligen Glaubenswechsel mussten auch die Untertanen in Mantlach vollziehen. 1734 wurde am Weg nach Buch eine Kapelle errichtet. Als 1777 ein Bauer von Mantlach ein Schauerkreuz ohne Erlaubnis des Pfarrers errichtete, ließ dieser es entfernen; die Beschwerde des Bauern bei der Diözese Eichstätt wurde abgewiesen. 1794 errichtete die Gemeinde ein Schauerkreuz. 1804 befahl der Landesfürst, die Kapelle der Gemeinde niederzulegen; sie wurde 1850 neu erbaut, mit Dachreiter mit „1 Glöcklein“ versehen und 1863 benediziert; sie erhielt die Zelebrationsgenehmigung.

## Baudenkmäler
Die Ortskapelle und das Haus Nr. 5, ein Wohnstallhaus aus dem 18./19. Jahrhundert, gelten als Baudenkmäler.

## Naturdenkmäler
Die in der Flur nordwestlich von Mantlach gelegene 17 × 10 m große Doline ist als Geotop Nr. 373R001 im Umweltatlas Bayern verzeichnet.